# پسروی (علوم زمین)
پسروی (انگلیسی: Retrogradation) به تغییر رو به سمت خشکی در موقعیت جلویی دلتای رودخانه همراه با گذشت زمان گفته می‌شود. این حالت زمانی رخ می‌دهد که موازنه جرم رسوب در دلتای رودخانه به اندازه‌ای است که حجم رسوب ورودی، کمتر از حجم دلتایی است که در اثر فرونشست زمین، افزایش سطح آب دریاها و/یا فرسایش از بین می‌رود. در نتیجه، در حالت‌های زیر پسروی پدیده‌ای غالب و رایج در دلتای رودخانه‌ها است:
- طی دوره‌های افزایش سطح آب دریاها که باعث پیشروی دریا می‌شود. این پدیده می‌تواند طی دوره‌های بزرگ و عمده گرمایش جهانی و ذوب‌شدن یخسارهای قاره‌ای روی دهد.
- در هنگام ورودی بسیار کم رسوب به دلتای رودخانه.